# Burseramyia burserae
Burseramyia burserae är en tvåvingeart som beskrevs av Edwin Möhn 1960. Burseramyia burserae ingår i släktet Burseramyia och familjen gallmyggor.
Artens utbredningsområde är El Salvador. Inga underarter finns listade i Catalogue of Life.